# Villanova Monteleone
Villanova Monteleone ist eine sardische Kleinstadt in der Metropolitanstadt Sassari mit 2074 Einwohnern (Stand 31. Dezember 2023). Sie liegt als an den Hängen des Santa Maria Massivs in einer Höhe von 567 bis 598 m über dem Meer. Bemerkenswert ist, dass die Stadt trotz ihrer Höhe nur etwa 16 km vom Strand entfernt ist.
Die Nachbargemeinden sind Alghero, Bosa (OR), Ittiri, Monteleone Rocca Doria, Montresta (OR), Padria, Putifigari, Romana und Thiesi.

## Allgemein
Die Stadt Villanova Monteleone wurde nach der Eroberung Algheros durch die Katalanen und der Vertreibung der sardischen Bewohner erst 1354 gegründet. Die Häuser haben alte unverputzte Fassaden aus Trachyt. Im „Palatu ´e sas Iscolas“ befindet sich ein ethnographisches Museum. Die Kirchen San Leonardo, Santa Croce und Rosario verfügen über beachtenswerte Holzaltäre.
Der an der Straße nach Alghero gelegene, viel besungene „Su Paradiso“-Brunnen und die Felsformation „Sa Rocca Pinta“ sind ebenso sehenswert wie der Blick auf Alghero.

## Archäologische Sehenswürdigkeiten

### Archäologiepark Nuraghe Appiu

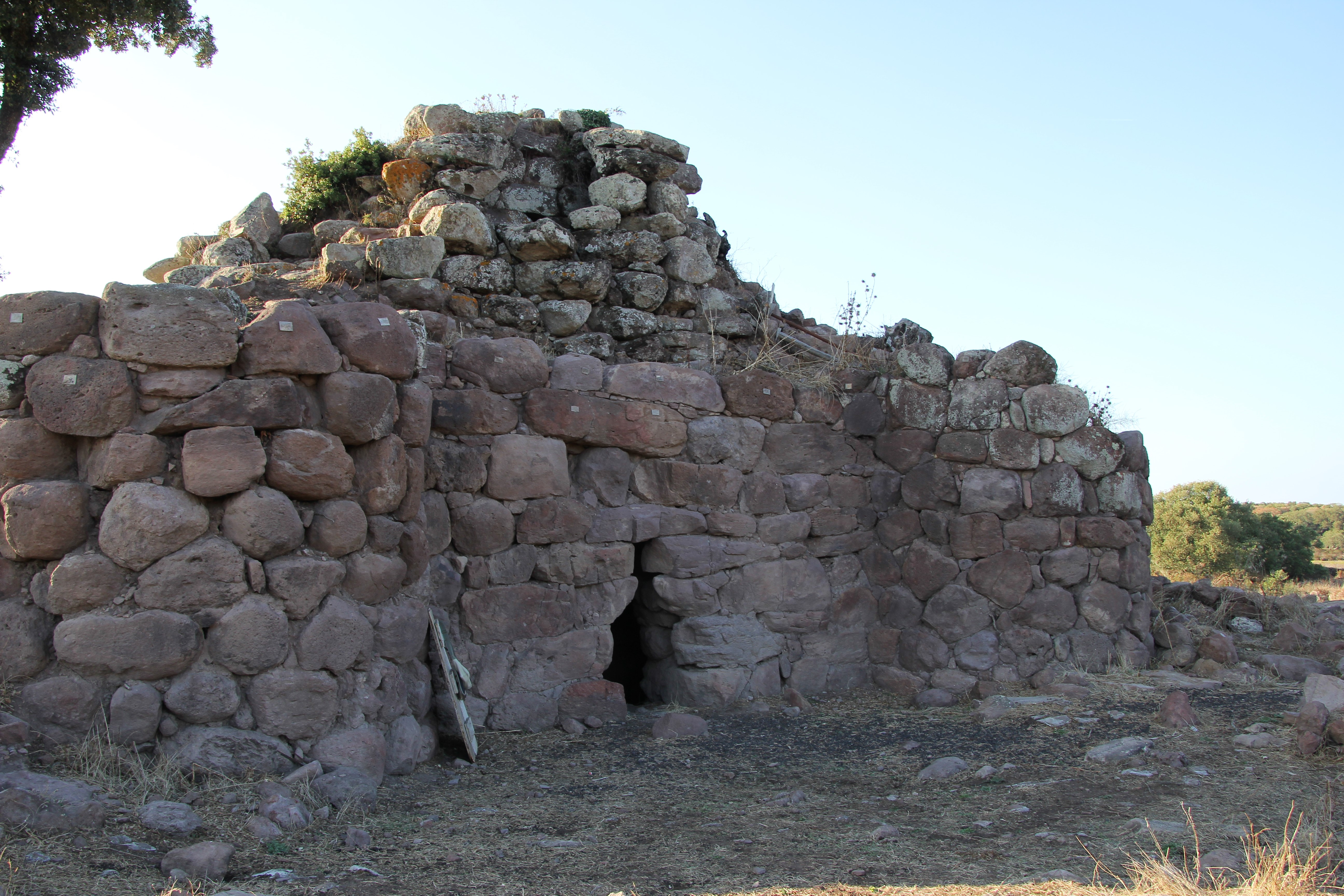
Nuraghe Appiu

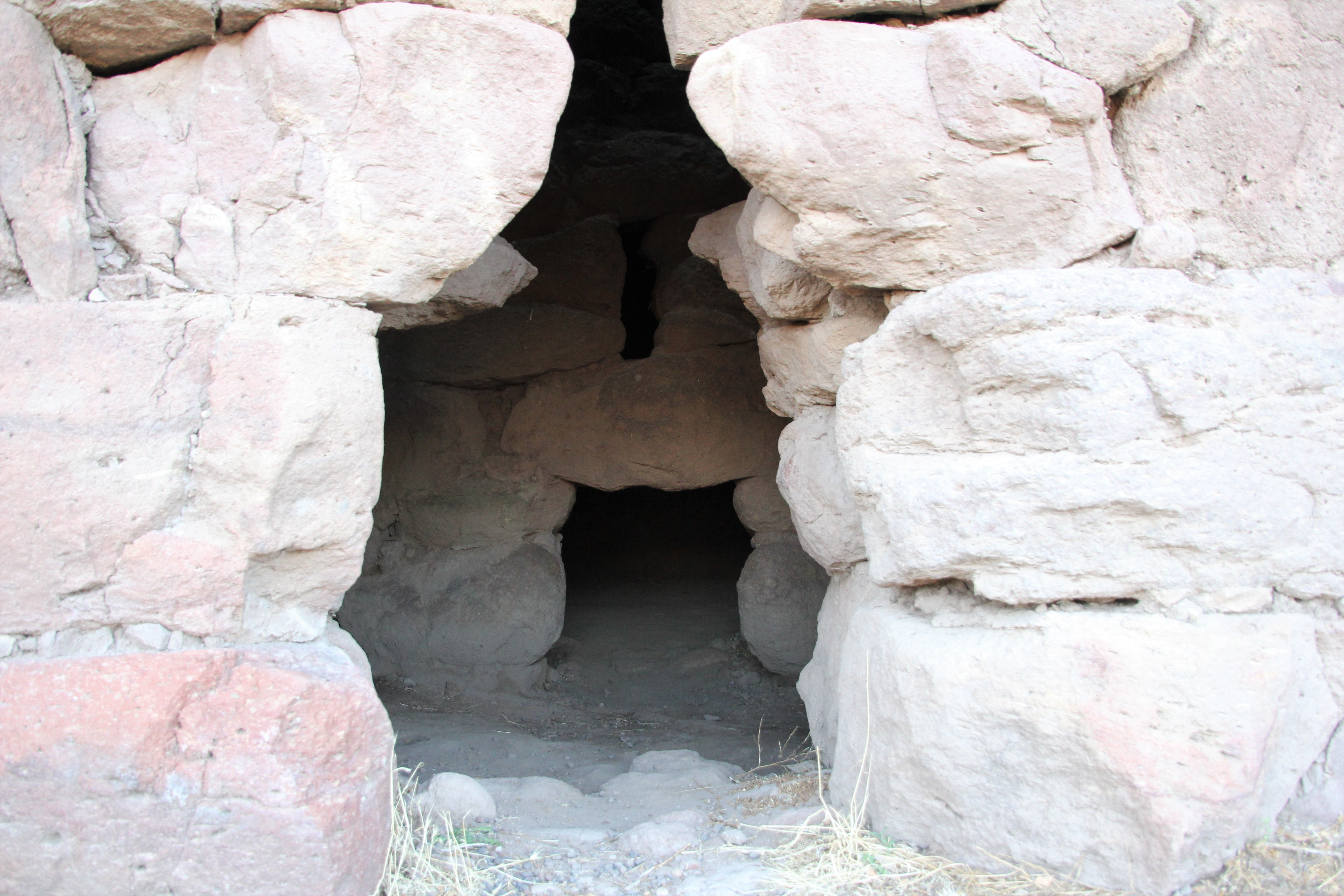
Nuraghe Appiu

Nach Süden (Richtung Bosa) führt die Straße zum „Parco Archeologico Nuraghe Appiu“ und nach Montresta. Der seit 2001 ausgegrabene Komplex aus ehemals etwa 200 steinernen Hütten, von denen nur noch die etwa hüfthohen Fundament stehen, besitzt zwei kleinere Dolmen, die Reste des Gigantengrabes Punta e su Crabile, einen Steinkreis, eines Megarontempels und den stark ramponierten Nuraghen. Der unansehnliche Schuttkegel hat im Inneren drei gut erhaltene Räume. Überreste von Amphoren, Mahl-, Wetz- oder Poliersteinen aus Kieselstein oder Obsidian, Mörsern, Sicheln aus Bronze, Krügen, Tiegeln und Webgewichten zeugen davon, dass die Hütten für diverse Aktivitäten genutzt wurden, beispielsweise zum Brennen von Gefäßen, zur Herstellung und Verarbeitung von Wolle sowie zum Mahlen von Getreide. Die Anlage wird auf 900–800 v. Chr. datiert, in die Zeit der Nuraghenkultur (1600–238 v. Chr.) Im Park befindet sich ein Besucherzentrum.

### Gigantengrab Laccaneddu
Nahe der Straße nach Puttigari liegt das Gigantengrab von Laccaneddu, dessen 7,1 m lange und 2,8 m breite Kammer aus großen Trachytsteinen erhalten ist, während nur der 6,8 m breite Rest einer Fassade vorhanden ist.

### Domus de Janas von Puttu Codinu
Südlich des Ortes liegt der Stausee Lago di Temo umgeben von den charakteristischen Tafelbergen. In der Nähe liegen die neun Domus de Janas (Häuser der Feen) von Puttu Codinu. Die Datierung wurde auf die Zeit zwischen 3500 und 2700 v. Chr. auf die Ozieri-Kultur vorgenommen, aber auch Eingriffe baulicher Art bis ins 1. Jahrhundert v. Chr. wurden entdeckt.

## Söhne und Töchter der Stadt
- Angelo Palmas (1914–2003), Erzbischof und Diplomat
- Giommaria Uggias (* 1961), Politiker